# Stephen Williams (Radsportler)
Stephen Williams (* 9. Juni 1996 in Aberystwyth) ist ein walisischer Radrennfahrer.

## Sportlicher Werdegang
Nach gelegentlichen Einsätzen in der britischen Junioren- und U23-Nationalmannschaft ohne zählbare Ergebnisse wurde Williams zur Saison 2016 Mitglied im UCI Continental Team JLT Condor. Bereits ein Jahr später wechselte er zur SEG Racing Academy. In der Saison 2018 erzielte er bei der Ronde de l’Isard seine ersten Erfolge auf der UCI Europe Tour, als er zwei Etappen und die Gesamtwertung der französischen Rundfahrt für sich entschied. Im Anschluss gewann er auch eine Etappe beim Giro Ciclistico d’Italia und belegte am Ende Platz 5 in der Gesamtwertung.
Noch 2018 erhielt Williams die Möglichkeit, als Stagaire für das damalige UCI WorldTeam Bahrain-Merida zu fahren, und wurde zur Saison 2019 festes Mitglied im Team. Mit der Vuelta a España 2020 nahm er erstmals an einer Grand Tour teil, schied aber nach der 10. Etappe aus. In der Saison 2021 erzielte er seine ersten Erfolge als Profi, als er zunächst die fünfte Etappe und einen Tag später auch die Gesamtwertung der Kroatien-Rundfahrt für sich entschied. 2022 gewann er die hügelige Auftaktetappe der Tour de Suisse im Sprint einer 15-köpfigen Spitzengruppe.
Seit 2023 fährt Williams für das UCI ProTeam Israel-Premier Tech. Nach der Kroatien-Rundfahrt 2021 entschied er 2023 mit dem Arctic Race of Norway erneut die Gesamtwertung einer Rundfahrt der UCI ProSeries für sich; dabei distanzierte er den Zweiten Christian Scaroni gerade mal um eine Sekunde. Im Jahr 2024 fixierte er mit dem Etappensieg am Abschlusstag seinen Gesamtsieg bei der Tour Down Under 2024 und gewann somit erstmals eine Rundfahrt der UCI WorldTour. Im April siegte er beim Flèche Wallonne, der maßgeblich vom schlechten Wetter beeinflusst wurde. Der Brite setzte sich dabei im Schlussanstieg der Mur de Huy vor Kévin Vauquelin und Maxim Van Gils durch, wobei wegen schlechten Wetters nur 44 Fahrer das Ziel erreichten. Bei den Olympischen Sommerspielen 2024 in Paris startete Williams im Straßenrennen und belegte den 31. Platz. Bei der Tour of Britain erzielte den zweiten Rundfahrtsieg innerhalb eines Jahres, damit ist er der dritte Brite nach Bradley Wiggins und Steve Cummings, der das Heimrennen gewinnen konnte.

## Erfolge
2018
- eine Etappe Giro Ciclistico d’Italia
- Gesamtwertung, zwei Etappen und Bergwertung Ronde de l’Isard

2021
- Gesamtwertung und eine Etappe Kroatien-Rundfahrt

2022
- eine Etappe Tour de Suisse

2023
- Gesamtwertung und eine Etappe Arctic Race of Norway

2024
- Gesamtwertung und eine Etappe Tour Down Under
- La Flèche Wallonne
- Gesamtwertung und eine Etappe Tour of Britain

## Grand-Tour-Platzierungen
| Grand Tour            | 2020 | 2021 | 2022 | 2023 | 2024 |
| --------------------- | ---- | ---- | ---- | ---- | ---- |
| Giro d’ItaliaGiro     | –    | –    | –    | 93   | –    |
| Tour de FranceTour    | –    | –    | –    | –    | 73   |
| Vuelta a EspañaVuelta | DNF  | –    | –    | –    | –    |